# Big Sky (Montana)
Big Sky es un lugar designado por el censo (en inglés, census-designated place, CDP) ubicado en los condados de Gallatin y Madison, Montana, Estados Unidos. Según el censo de 2020, tiene una población de 3591 habitantes.
Su principal industria es el turismo. 

## Geografía
Está ubicado en las coordenadas 45°15′23″N 111°19′55″O / 45.25639, -111.33194, a unos 24 kilómetros al noroeste del parque nacional de Yellowstone. Según la Oficina del Censo de los Estados Unidos, Big Sky tiene una superficie total de 311.4 km², de la cual 310.8 km² corresponden a tierra firme y 0.6 km² es agua.
En la zona hay un gigantesco centro turístico, el Big Sky Resort, dedicado al esquí alpino y al golf. El centro se promociona como la mayor estación de esquí de Estados Unidos, con unos 24 km² (más de 5800 acres) de terreno. El Spanish Peaks Mountain Club (propiedad de la misma empresa) es un exclusivo centro de esquí y golf que tiene tres telesillas y 13 pistas de esquí que lo conectan con Big Sky Resort.

## Demografía
Según el censo de 2020, hay 3591 personas residiendo en Big Sky. La densidad de población es de 11.6 hab./km². El 88.75% son blancos, el 0.31% son afroamericanos, el 0.42% son amerindios, el 0.84% son asiáticos, el 0.28% son isleños del Pacífico, el 3.29% son de otras razas y el 6.13% son de una mezcla de razas. Del total de la población, el 6.77% son hispanos o latinos de cualquier raza.

## Actividades

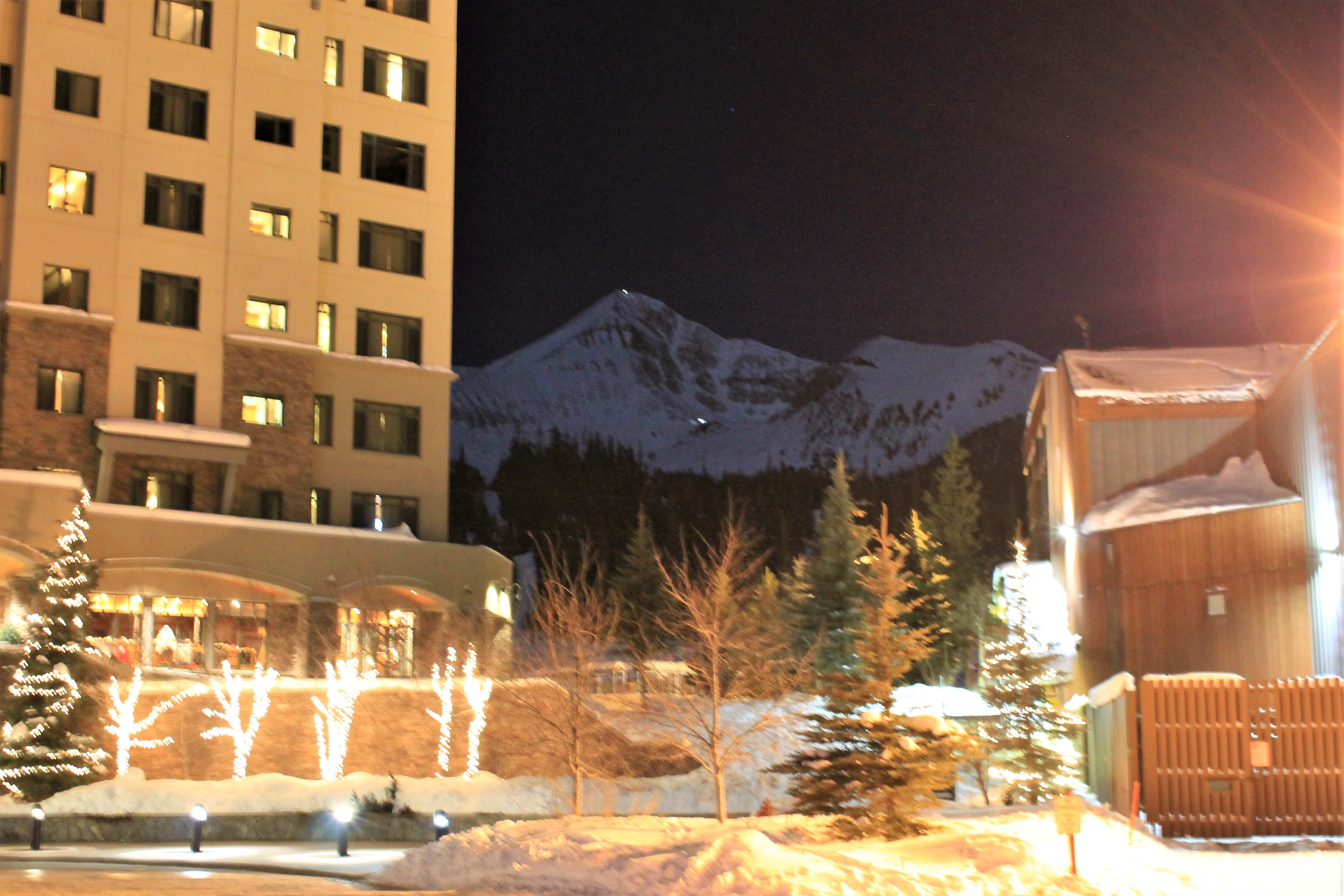
Lone Peak visto desde los hoteles Big Sky.

Las rutas de senderismo recorren el paisaje y se adentran en los bosques nacionales vecinos. Hay sitios para acampar disponibles en Spanish Peaks y en el Bosque Nacional Gallatin. Alces, ciervos, osos negros, osos pardos, aves de las tierras altas, aves acuáticas y lobos viven en el área. La caza está prohibida en el área del CDP. Las motos de nieve recreativas también están prohibidas, pero están permitidas en Gallatin Canyon y en áreas al sur de Big Sky.
Big Sky ofrece una gran variedad de lugares recreativos. Además de las actividades al aire libre, la sala de cine Lone Peak Cinema proyecta películas actuales de gran éxito. El lugar atrae a artistas locales, nacionales e internacionales de todos los géneros (música, teatro, danza, artes visuales, etc.).

## Personalidades destacadas

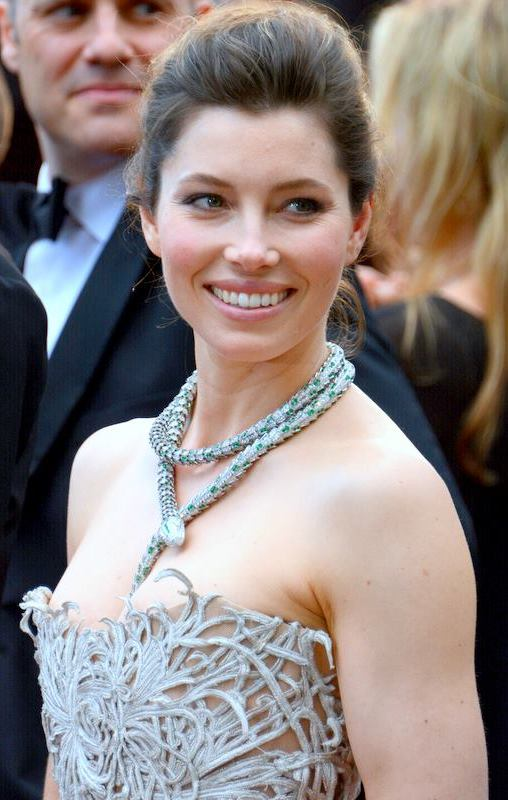
Jessica Biel

La actriz Jessica Biel y su esposo, el músico y actor Justin Timberlake, tienen una propiedad en un barrio privado de Big Sky.